# Листопад 2010
Листопа́д — одинадцятий місяць 2010 року, що почався в понеділок 1 листопада та закінчився у вівторок 30 листопада.
- 9 листопада
  - День української мови українці відсвяткували піснями, танцями і протестами проти законопроєкту «Про мови»[1]

- 14 листопада
  - Переможцем і наймолодшим чемпіоном світу в історії Формули-1 став Себастьян Феттель, здобувши перемогу в Чемпіонаті 2010 року.

- 15 листопада
  - У Львові пройшли акції протесту проти Податкового кодексу Азарова-Тігіпка. Зібралися близько 2 тис. підприємців малого та середнього бізнесу[2]

- 22 листопада
  - В Україні відбуваються масові демонстрації проти податкового кодексу Азарова-Тігіпка. В Києві мітингувальники захопили Майдан Незалежності, де розміщують палаткове містечко. Частково перекриті вулиці Банкова, Інститутська та Хрещатик. Мітингувальники вимагають відхилити податковий кодекс і розпуск Верховної Ради України.

- 23 листопада
  - В Україні продовжуються масові демонстрації проти податкового кодексу та відставки уряду і Верховної Ради України. Мітингувальники встановили палаткове містечко на Майдані незалежності.
  - Північнокорейська артилерія обстріляла прикордонний південнокорейський острів, у результаті чого було пошкоджено десятки будинків та поранено 16 південнокорейських військовослужбовців.[3]

- 25 листопада
  - В Івано-Франківську затримали особу, котру підозрюють у вандалізмі — пошкодженні статуй Богородиці та Христа-дитятка на вулиці Незалежності в Івано-Франківську.

- 30 листопада
  - Віктор Янукович наклав вето на ухвалений парламентом Податковий кодекс[4]